# Trélissac
Trélissac är en kommun i departementet Dordogne i regionen Nouvelle-Aquitaine i sydvästra Frankrike. Kommunen ligger i kantonen Périgueux-Nord-Est som tillhör arrondissementet Périgueux. År 2022 hade Trélissac 7 319 invånare.

## Befolkningsutveckling
Antalet invånare i kommunen Trélissac
Referens:INSEE